# Too Fast For Love Tour
El Too Fast For Love Tour es la primera gira promocional de un álbum de la banda estadounidense Mötley Crüe que fue realizada entre 1981 y 1982. La gira consta de 17 shows y fue en apoyo al primer álbum de la banda Too Fast For Love.

## Fechas deltour
- 1981-12-11......Whisky A Go-Go, Los Ángeles, CA
- 1981-12-12......Whisky A Go-Go, Los Ángeles, CA
- 1981-12-18......Radio City, Anaheim, CA
- 1981-12-25......Country Club, Los Ángeles, CA
- 1981-12-26......Oxnard Auditorium, Oxnard, CA
- 1981-12-31......Troubadour, Los Ángeles, CA
- 1982-01-15......Whisky A Go-Go, Los Ángeles, CA
- 1982-01-16......Whisky A Go-Go, Los Ángeles, CA
- 1982-01-19......Perkin's Palace, Pasadena, CA
- 1982-02-12......Whisky A Go-Go, Los Ángeles, CA
- 1982-02-13......Whisky A Go-Go, Los Ángeles, CA
- 1982-02-14......Whisky A Go-Go, Los Ángeles, CA
- 1982-03-13......Country Club, Los Ángeles, CA
- 1982-04-01......The Rock, San Francisco, CA
- 1982-04-08......Civic Auditorium, Santa Monica, CA
- 1982-04-19......Old Waldorf, San Francisco, CA
- 1982-05-07......Civic Auditorium, Glendale, CA